# Ubly
Ubly – wieś w Stanach Zjednoczonych, w stanie Michigan, w hrabstwie Huron.